# Hiroo Kanamori
Hiroo Kanamori, 金森 博雄 Kanamori Hiroo (Tokyo, 17 ottobre 1936), è un geofisico e sismologo giapponese che ha dato contributi fondamentali alla conoscenza della fisica dei terremoti e dei processi tettonici che li causano.
Nacque a Tokyo frequentandone l'università dove ottenne il suo Dottorato di ricerca in Geofisica nel 1964.
Kanamori e il sismologo americano Tom Hanks proposero la Scala di magnitudo del momento sismico che sostituì la scala di magnitudo Richter come misurazione della forza relativa dei terremoti .
Kanamori, insieme a Masayuki Kikuchi, inventò il metodo per calcolare la distribuzione degli spostamenti di faglie piane per mezzo di forme d'onde telesismiche. Inoltre, essi studiarono la sismologia in tempo reale .